# Болеслав I Суровый
Болеслав I Суровый (пол. Bolesław I Surowy; 1252/1256 — 9 ноября 1301) — князь яворский с 1278 года, львувецкий в 1278—1281 годах и с 1286 года, свидницкий с 1291 года, регент княжества вроцлавского и легницкого с 1296 года.

## Биография
Болеслав был вторым сыном легницкого князя Болеслава II Рогатки и Хедвиг Ангальтской. Из-за своей молодости до смерти отца он практически не упоминается в хрониках; предполагается, что он принимал участие в битве под Столецем вместе с отцом и старшим братом Генрихом.
После смерти отца в 1278 году Болеслав получил вместе с младшим братом Бернардом Проворным Явор и Львувек. В 1281 году братья решили разделить владения: Болеслав взял себе Явор, а Бернарду достался Львувек.
Первой задачей Болеслава как самостоятельного правителя стала защита своих владений от растущего влияния вроцлавского князя Генриха IV Пробуса. Для этого он решил заключить альянс с маркграфами Бранденбурга, ради укрепления которого организовал брак с Беатрисой, дочерью Оттона V Бранденбург-Зальцведельского. Помолвка состоялась в замке Шпандау 19 апреля 1279 года, однако из-за слишком близкого родства между женихом и невестой свадьба формально состоялась лишь пять лет спустя, в 1284 году (а папское разрешение на свадьбу было объявлено ещё годом позже, в 1285 году). Тесные связи с Асканиями привели Болеслава к вооружённому конфликту с Генрихом Пробусом и королём Германии Рудольфом Габсбургом. Однако набег на Вроцлав в 1280 году и на Прагу в следующем привели лишь к ответным действиям Генриха Пробуса.
После смерти брата Бернарда в 1286 году, Болеслав присоединил к себе Львувецкое княжество, так как у брата не было наследников.
Во второй половине 1280-х годов, чтобы получить противовес растущей мощи Генриха Пробуса, Болеслав начал налаживать связи с чешским королём Вацлавом II. Он несколько раз ездил в Прагу и принимал участие в различных церемониях. Несмотря на то, что он сопротивлялся и полному доминированию чехов, он получил некоторые небольшие выгоды от Чехии — в частности, под его контроль перешёл стратегически важный замок Шёмберг (современная деревня Хелмско-Слёнске) на чешской границе.
Неожиданная смерть Генриха Пробуса в 1290 году привела к резкому изменению политической ситуации в Силезии. В его завещании его преемником на вроцлавском троне был назван Генрих III Глоговский, но против этого решения восстала вроцлавская знать, которая боялась, что тот станет слишком сильным правителем. Вместо этого вроцлавская знать пригласила на престол Генриха V Брюхатого, рассчитывая, что тот будет слабым правителем, при котором можно будет творить всё, что угодно. Однако Генрих III решил получить своё наследство силой, и между двумя Генрихами началась война. Болеслав решил поддержать брата, однако за это потребовал города Свидница, Зембице, Зомбковице-Слёнске и Стшелин, и лишь получив их, отправил во Вроцлав и Легницу продовольствие и войска. Когда Генрих V был пленён Генрихом III, то Болеслав управлял владениями брата в качестве регента, пока тот находился в заключении.
В 1290-х годах обострились отношения с Чехией, и Болеслав начал строить укрепления на чешской границе. В 1295 году начались боевые действия. Чешский король не рассчитывал встретить серьёзного сопротивления, и был удивлён, наткнувшись на мощные фортификации. Остановив чешские войска, Болеслав тут же передал свои владения под защиту папы Бонифация VIII, что вынудило короля Вацлава II искать мирного решения конфликта.

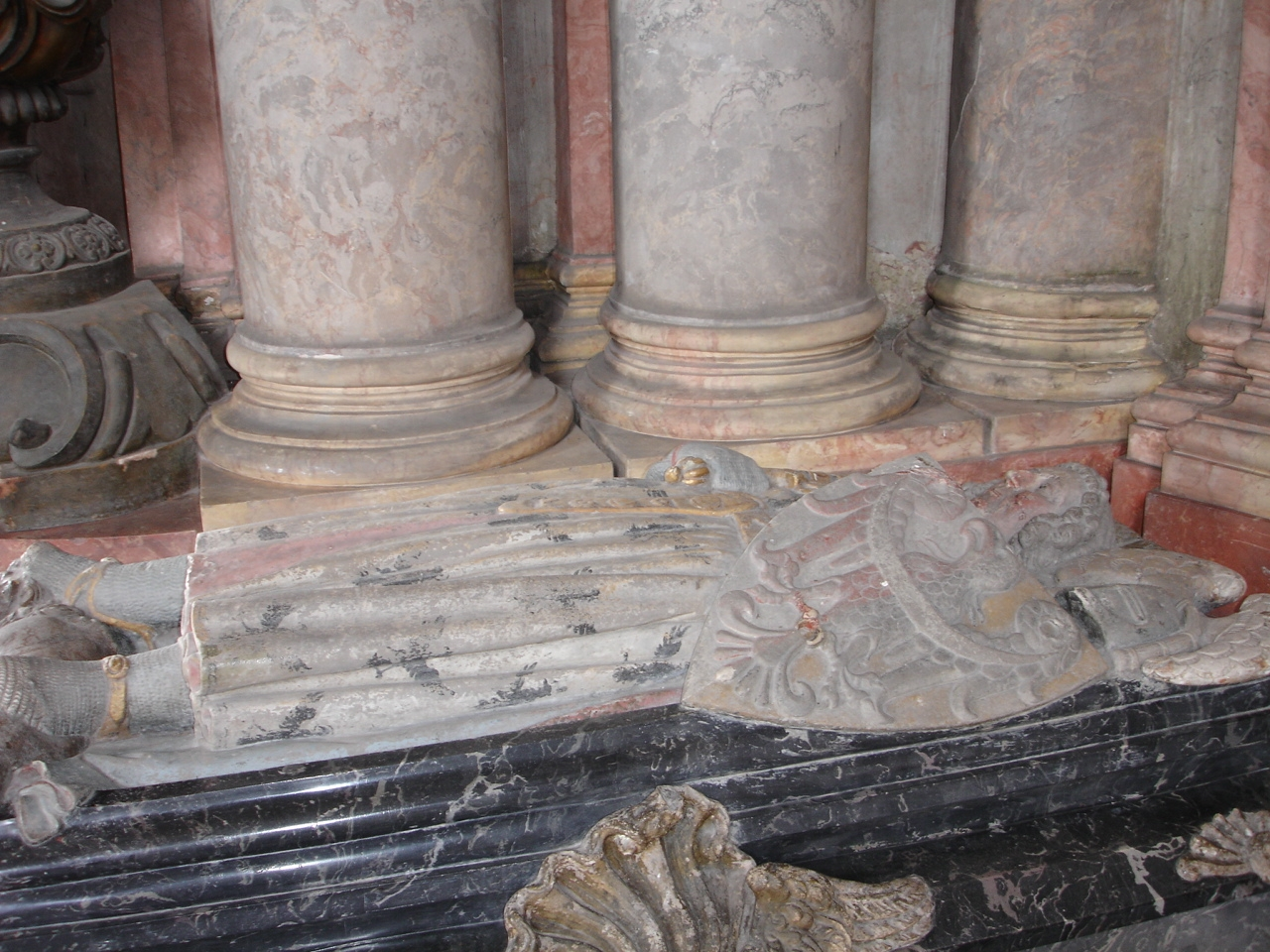
Надгробие Болеслава I

В начале 1296 года умер Генрих V Брюхатый, оставив трёх малолетних сыновей, и Болеслав, как ближайший родственник мужского пола, стал их опекуном и регентом их владений. Воспользовавшись сложившейся ситуацией, Болеслав забрал себе замок Собутка. Вроцлавская знать была недовольна этим, так как твердая рука Болеслава была хорошо известна, и они боялись потерять свои привилегии.  Генрих III Глогувский попытался также воспользоваться ситуацией, но Болеслав не только отбил нападение, но и забрал себе замки Хойнув и Болеславец.
Болеслав уделял много внимания развитию своих земель, строил на них замки. Славянин по происхождению, он поддерживал переселение немцев на  силезские земли и орден цистерцианцев, которому разрешил основать аббатство в Кшешуве. Он также был покровителем литературы – по его заказу неизвестным священником была написана 8000-строчная поэма на немецком языке о подвигах крестоносца Людвига III, ландграфа Тюрингского.
Для урегулирования ситуации в Силезии в марте 1297 года все силезские князья собрались в Звановичах, где Болеслав окончательно примирился с Генрихом III. Последние годы жизни он провел, укрепляя свое положение самого могущественного из силезских князей, которого он достиг после признания его вассалом Папы 21 марта 1299 года.
После смерти Болеслава в 1301 году опекунство над его малолетними детьми взял маркграф Оттон VI Бранденбург-Зальцведельский, а регентство над княжествами вроцлавским и легницким — чешский король Вацлав II.

## Жена и дети
4 октября 1284 года Болеслав женился в Берлине на Беатрисе, дочери маркграфа Оттона V Бранденбург-Зальцведельского. У них было десять детей:
- Юдит (ок. 1287 — 15 сентября 1320), вышла замуж за герцога Нижней Баварии Стефана I
- Болеслав (ок. 1288—1300)
- Беатриса (ок. 1290 — 25 августа 1322), вышла замуж за герцога Нижней Баварии Людовика IV
- Бернард (ок. 1291 — 6 мая 1326)
- Генрих (ок. 1292/1296 — до 15 мая 1346)
- Эльжбета (1300)
- Маргарет (1300)
- Болеслав II (1 февраля 1300 — 11 июня 1341)
- сын (ок.1301 — 24 декабря 1307)
- Анна (родилась посмертно 21 ноября 1301 — до 24 июня 1334), аббатиса в Стшелине